# Andrés Catalán
Andrés Catalán (Salamanca, 1983) es un poeta y traductor español.

## Biografía
Andrés Catalán nació en Salamanca en 1983. Vive en Madrid. Es licenciado en Filología Hispánica por la Universidad de Salamanca. En 2015 obtuvo la beca Valle-Inclán de la Academia de España en Roma. En 2010 ganó el VI Premio Nacional de Poesía Joven Félix Grande por su libro Composiciones de lugar, (UP José Hierro, 2010), en 2012 el IV Premio de Poesía Joven RNE por Mantener la cadena de frío (Editorial Pre-Textos, 2012), un libro escrito con el poeta ibicenco de origen británico Ben Clark, y en 2013 el XIV Premio de Poesía Emilio Prados por Ahora solo bebo té (Editorial Pre-Textos, 2013). Sus poemas han sido traducidos al italiano, portugués, serbio, rumano, inglés y griego. 
Ha traducido, entre muchos otros, libros de Anne Carson, Louis MacNeice, Seamus Heaney, John Berryman y Louise Glück. Ha preparado ediciones de la poesía completa de Robert Frost y Robert Lowell, del teatro reunido de William Butler Yeats, y antologías de la poesía de Pier Paolo Pasolini, Philip Levine, Robert Hass y Edna St. Vincent Millay.

## Obra poética
- Variaciones romanas, Valencia, Editorial Pre-Textos, 2021. 84 páginas, ISBN 978-84-18178-27-6

- Ahora solo bebo té (XIV Premio de Poesía Emilio Prados , Valencia, Editorial Pre-Textos, 2013). 84 páginas, ISBN 978-84-15576-89-1

- Mantener la cadena de frío (escrito en coautoría con Ben Clark. IV Premio de Poesía Joven RNE, Valencia, Editorial Pre-Textos, 2012). 86 páginas, ISBN 978-84-15297-81-9.

- Composiciones de lugar (VI Premio Nacional de Poesía Joven Félix Grande; San Sebastián de los Reyes, Universidad Popular José Hierro, 2010). 56 páginas, ISBN 978-84-95710-57-4.

## Inclusiones en antologías poéticas
- Nacer en otro tiempo. Antología de la joven poesía española, Miguel Floriano y Antonio Rivero Machina (eds.), (Sevilla, Editorial Renacimiento, 2016). ISBN 978-84-16685-37-0
- Bajo las raíces. 40 años de Sepulcro en Tarquinia, edición de Ben Clark, (Sevilla, Ediciones de la Isla de Siltolá, 2015). ISBN 978-84-16210-87-9.
- Poetas de Castilla y León, (México, Universidad Nacional Autónoma de México: Punto de Partida, 2010). ISSN 0188-381X
- La deriva alucinada: poesía en Salamanca, (Luxemburgo, Revista Abril, octubre de 2013, n.º 46). ISSN 1018-3809

## Traducciones
- Isaac Bashevis Singer, Un amigo de Kafka y otros relatos (traducción de Andrés Catalán), Nórdica Libros, 2025. ISBN 979-13-87563-10-3.
- William Butler Yeats, La torre (edición, introducción y traducción de Andrés Catalán), Alianza Editorial, 2025, ISBN 978-84-1148-841-9.
- Dino Campana, Cantos órficos (traducción de Andrés Catalán y María Bastianes), Visor Libros, 2024. ISBN 978-84-9895-597-2.
- Louise Glück, Una vida de pueblo (traducción de Andrés Catalán), Visor Libros, 2024. ISBN 978-84-9895-574-3.
- Louise Glück, Averno (traducción de Andrés Catalán), Visor Libros, 2024. ISBN 9788498955712.
- Leslie Stephen, Elogio del caminar (traducción de Andrés Catalán), Nórdica Libros, 2024. ISBN 978-84-10200-08-1.
- Louise Glück, Las siete edades (traducción de Andrés Catalán), Visor Libros, 2023. ISBN 978-8498955040.
- Robert Macfarlane, Los hechizos perdidos (traducción de Andrés Catalán), Nórdica Libros, 2023, ISBN 978-84-19735-52-2
- Dairena Ní Chinnéide y Xavier Queipo, With foxgloves on our fingers / Con estraloques nos dedos (traducción de Andrés Catalán, Isaac Xubín y Keith Payne), Editora Urutau GD7, 2023. ISBN 978-65-5900-539-0.
- William Butler Yeats, Teatro reunido (edición y traducción de Andrés Catalán), Punto de vista, 2023, ISBN 9788418322907.
- Louise Glück, Marigold y Rose (traducción de Andrés Catalán), Visor Libros, 2023. ISBN 978-84-9895-491-3.
- Ursula K. Le Guin, En busca de mi elegía (traducción de Andrés Catalán), Nórdica Libros, 2023. ISBN 978-84-19735-34-8.
- Louis MacNeice, Diario de otoño (traducción de Andrés Catalán), Editorial Pre-Textos, 2023. ISBN 9788418935763.
- Louise Glück, Vita nova (traducción de Andrés Catalán), Visor Libros, 2023. ISBN 978-84-9895-483-8.
- Grace Wells y Jesús Castro Yáñez, Os límites da miña lingua son os límites do meu mundo / The limits of my language are the limits of my world (traducción de Andrés Catalán, Isaac Xubín y Keith Payne), Editora Urutau GD7, 2022. ISBN 978-65-5900-335-8.
- Louise Glück, Meadowlands (traducción de Andrés Catalán), Visor Libros, 2022. ISBN 978-84-9895-466-1.
- Pier Paolo Pasolini, Maravillosa y mísera ciudad. Poemas romanos (traducción de María Bastianes y Andrés Catalán), Ultramarinos Editorial, 2022. ISBN 978-84122602-6-7.
- Isaac Bashevis Singer, Una ventana al mundo (traducción de Andrés Catalán), Nórdica Libros, 2022. ISBN 978-84-18930-46-1.
- Sharon Olds, Arias (traducción de Andrés Catalán), Valparaíso Ediciones, 2022. ISBN 9788418694653.
- Louise Glück, Recetas invernales de la comunidad (traducción de Andrés Catalán), Visor Libros, 2022. ISBN 9788-49895-448-7.
- Louise Glück, El iris silvestre (traducción de Andrés Catalán), Visor Libros, 2022. ISBN 978-84-9895-447-0.
- Louise Glück, Ararat (traducción de Andrés Catalán), Visor Libros, 2021. ISBN 978-84-9895-442-5.
- Louise Glück, Primogénita / La casa en el marjal (traducción de Andrés Catalán), Visor Libros, 2021. ISBN 978-8498954395.
- Jennifer Michael Hetch, La futura antigüedad (traducción de Andrés Catalán), Cielo eléctrico, 2021. ISBN 978-8412083378.
- Ali Rattansi, Racismo: una breve introducción (traducción de Andrés Catalán), Alianza Editorial, 2021. ISBN 978-8413624440.
- Louise Glück, Figura descendente / El triunfo de Aquiles (traducción de Andrés Catalán), Visor Libros, 2021. ISBN 978-8498954340.
- Anne Carson, Agua corriente (traducción de Andrés Catalán, Cielo eléctrico, 2021. ISBN 978-84-120833-5-4.
- Louise Glück, Noche fiel y virtuosa (traducción de Andrés Catalán), Visor Libros, 2021. ISBN 978-8498954296.
- Isaac Bashevis Singer, El huésped (traducción de Andrés Catalán), Nórdica Libros, 2020. ISBN 978-84-18451-12-6.
- Anne Carson, Flota (traducción de Andrés Catalán y Jordi Doce), Cielo eléctrico, 2020. ISBN 9788412083309.
- Ralph Waldo Emerson, Naturaleza (traducción de Andrés Catalán), Nórdica Libros, 2020. ISBN 978-84-18067-19-8.
- John Berryman, 77 cantos del sueño (traducción de Andrés Catalán y Carlos Bueno Vera), Vaso Roto, 2019. ISBN 978-84-949457-6-2.
- Seamus Heaney, 100 poemas (traducción de Andrés Catalán), Barcelona, Alba Editorial, 2019. ISBN 97884-90655269.
- Fiona Sampson, En busca de Mary Shelley: la joven que escribió Frankenstein (traducción de Andrés Catalán), Barcelona, Galaxia Gutenberg, 2018. ISBN 978-84-17355-71-5.
- Anaïs Nin, Espejismos, diario inexpurgado 1939-1947 (traducción de Andrés Catalán), Madrid, Harpo, 2017. ISBN 978-8494539985.
- Robert Lowell, Poesía completa 2: 1967-1977 (edición de Andrés Catalán), Vaso Roto, 2017. ISBN 978-84-947401-2-1.
- Robert Lowell, Poesía completa 1: 1946-1967 (edición de Andrés Catalán), Vaso Roto, 2017. ISBN 978-84-947401-1-4.
- Robert Hass, Una historia del cuerpo (selección y traducción de Andrés Catalán), Kriller71, 2017. ISBN 978-84-946203-5-5
- Robert Frost, Poesía completa (traducción, introducción y notas de Andrés Catalán), Orense, Ediciones Linteo, 2017. ISBN 978-8494255120.
- Johnny Cash, Eternas palabras: los poemas inéditos (traducción de Andrés Catalán), Madrid, Sexto Piso, 2017. ISBN 978-8416677405.
- Edna St. Vincent Millay, Un palacio en la arena: antología bilingüe (edición y traducción de Andrés Catalán), Madrid, Harpo, 2017. ISBN 978-8494539947.
- Louise Glück, Praderas (traducción de Andrés Catalán), Valencia, Editorial Pre-Textos, 2017. ISBN 978-8416906154.
- Anne Sexton, Un autorretrato en cartas (traducción de Andrés Catalán, Ben Clark, Ainhoa Rebolledo y David González Iglesias), Orense, Ediciones Linteo, 2015. ISBN 978-84-942551-3-7
- William Shakespeare, Agenda Shakespeare, (traducción de Andrés Catalán, Jordi Doce, Luis Alberto de Cuenca, Antonio Rivero Taravillo et al), Vaso Roto, 2015, ISBN 978-84-16193-82-0
- Robert Hass, El sol tras el bosque (traducción de Andrés Catalán), Gijón, Ediciones Trea, 2014. ISBN 978-84-9704-812-5
- Philip Levine, La búsqueda de la sombra de Lorca (y otros poemas españoles) (edición y traducción de Andrés Catalán), Madrid, Visor Libros, 2014. ISBN 978-84-9895-882-9
- Robert Pinsky, Ginza Samba: Poemas escogidos (traducción de Luis Alberto Ambroggio y Andrés Catalán), Madrid-México, Vaso roto, 2014. ISBN 978-84-16193-03-5.
- Juan Carlos Gea, Viento / The Wind (traducción al inglés de Andrés Catalán), Ediciones Trea, 2013, SBN 978-84-9704-756-2.
- James Merrill, Divinas comedias (traducción de Jeannette L. Clariond y Andrés Catalán), Madrid-México, Vaso roto, 2013. ISBN 978-84-15168-76-8.
- Stephen Dunn, En otro momento (traducción de Andrés Catalán y Ben Clark), Salamanca, Editorial Delirio, 2013. 128 páginas, ISBN 978-84-15739-01-2.